# ルベン・アジャラ
ルベン・ウーゴ・アジャラ・サナブリア（Rubén Hugo Ayala Sanabria、1950年1月8日 - ）は、アルゼンチン・サンタフェ州ウンボルド出身の元同国代表サッカー選手、元サッカー指導者。現役時代のポジションはFW。

## クラブ経歴
サンタフェ州のウンボルド地区に生まれ、CAサン・ロレンソにプロデビューし、1972年のナシオナル選手権にて世界的な注目を集めるようになった。
1973年、スペインのアトレティコ・マドリードに移籍した。同年10月12日のRCDエスパニョール戦にてラ・リーガデビューを果たした。この1973-74シーズン、クラブはリーグ準優勝を果たした。また、同シーズンのUEFAヨーロピアンカップでは決勝戦でFCバイエルン・ミュンヘンと対戦したが、アジャラ自身で累積警告で出場できず、チームもバイエルン・ミュンヘンに敗れた。それでも、アトレティコ・マドリードではUEFAカップウィナーズカップ、ラ・リーガ、コパ・デル・レイをそれぞれ1度ずつ制、アジャラは在籍およそ6シーズンで公式戦58得点を挙げた。
1980年、メキシコのクルブ・ハリスコに移籍し、1シーズンを、アトランテFCでは3シーズンプレーして現役を引退した。

## 代表経歴
1969年の北朝鮮代表との親善試合でアルゼンチン代表デビューを果たし、1974 FIFAワールドカップでは全6試合に出場して1ゴールを記録した。代表通算25試合11得点。

## 個人成績
| クラブ                   | シーズン   | リーグ戦       | リーグ戦 | リーグ戦 | カップ戦 | カップ戦 | UEFA | UEFA | 合計 | 合計 |
| クラブ                   | シーズン   | ディヴィジョン | 試合     | 得点     | 試合     | 得点     | 試合 | 得点 | 出場 | 得点 |
| ------------------------ | ---------- | -------------- | -------- | -------- | -------- | -------- | ---- | ---- | ---- | ---- |
| アトレティコ・マドリード | 1973-74    | ラ・リーガ     | 21       | 5        | 0        | 0        | 4    | 1    | 25   | 6    |
| アトレティコ・マドリード | 1974-75    | ラ・リーガ     | 30       | 5        | 0        | 0        | 5    | 3    | 35   | 8    |
| アトレティコ・マドリード | 1975-76    | ラ・リーガ     | 34       | 13       | 9        | 1        | 4    | 1    | 47   | 15   |
| アトレティコ・マドリード | 1976-77    | ラ・リーガ     | 34       | 13       | 1        | 1        | 8    | 4    | 43   | 18   |
| アトレティコ・マドリード | 1977-78    | ラ・リーガ     | 24       | 4        | 4        | 0        | 6    | 0    | 34   | 4    |
| アトレティコ・マドリード | 1978-79    | ラ・リーガ     | 24       | 4        | 3        | 2        | 0    | 0    | 27   | 6    |
| アトレティコ・マドリード | 1979-80    | ラ・リーガ     | 2        | 1        | 0        | 0        | 1    | 0    | 3    | 1    |
| アトレティコ・マドリード | クラブ通算 | クラブ通算     | 169      | 45       | 17       | 4        | 28   | 9    | 214  | 58   |

## タイトル

### クラブ
CAサン・ロレンソ
- メトロポリターノ : 1回 (1972)
- ナシオナル : 1回 (1972)

アトレティコ・マドリード
- インターコンチネンタルカップ : 1回 (1974)
- コパ・デル・レイ : 1回 (1976)
- ラ・リーガ : 1回 (1976-77)